# Hrvoje Kurtović
Hrvoje Kurtović (Osijek, 6 ottobre 1983) è un allenatore di calcio ed ex calciatore croato, di ruolo centrocampista, tecnico del Osijek II.

## Caratteristiche tecniche
È un mediano.

## Carriera

### Allenatore
Nel luglio 2022 prende le redini dell'Osijek II militante in 2.NL. Fa il suo debutto sulla panchina della seconda squadra dei Bijelo-Plavi il 20 agosto seguente, in occasione della prima di campionato vinta contro il Grobničan Čavle (3-1).

## Statistiche

### Cronologia presenze e reti in nazionale
| Cronologia completa delle presenze e delle reti in nazionale ― Croazia under 19 | Cronologia completa delle presenze e delle reti in nazionale ― Croazia under 19 | Cronologia completa delle presenze e delle reti in nazionale ― Croazia under 19 | Cronologia completa delle presenze e delle reti in nazionale ― Croazia under 19 | Cronologia completa delle presenze e delle reti in nazionale ― Croazia under 19 | Cronologia completa delle presenze e delle reti in nazionale ― Croazia under 19 | Cronologia completa delle presenze e delle reti in nazionale ― Croazia under 19 | Cronologia completa delle presenze e delle reti in nazionale ― Croazia under 19 |
| Data                                                                            | Città                                                                           | In casa                                                                         | Risultato                                                                       | Ospiti                                                                          | Competizione                                                                    | Reti                                                                            | Note                                                                            |
| ------------------------------------------------------------------------------- | ------------------------------------------------------------------------------- | ------------------------------------------------------------------------------- | ------------------------------------------------------------------------------- | ------------------------------------------------------------------------------- | ------------------------------------------------------------------------------- | ------------------------------------------------------------------------------- | ------------------------------------------------------------------------------- |
| 16-8-2001                                                                       | Zabok                                                                           | Croazia under 19                                                                | 1 – 0                                                                           | Slovenia under 19                                                               | Amichevole                                                                      | -                                                                               | 51’                                                                             |
| 9-10-2001                                                                       | Zabok                                                                           | Croazia under 19                                                                | 1 – 0                                                                           | Slovenia under 19                                                               | Amichevole                                                                      | -                                                                               |                                                                                 |
| Totale                                                                          |                                                                                 | Presenze                                                                        | 2                                                                               |                                                                                 | Reti                                                                            | 0                                                                               |                                                                                 |